# Saar (Liga Națiunilor)
Teritoriul Bazinului Saar (în franceză Le Territoire du Bassin de la Sarre, în germană Saarbeckengebiet), cunoscut și sub numele de Saar sau Saargebiet, a fost un teritoriu guvernat de Liga Națiunilor conform Tratatului de la Versailles pentru o perioadă de 15 ani din 1920. Populația sa era de 812.000 locuitori în 1933 și capitala era orașul Saarbrücken. Teritoriul corespunde cu mare parte din landul Saarland. În urma unui plebiscit din anul 1935, teritoriul a fost redat Germaniei.